# Yacuiba
Yacuiba est une ville du département de Tarija, en Bolivie, et le chef-lieu de la province de Gran Chaco. Elle est située à quelque trois kilomètres de la frontière avec l'Argentine et à 122 km au sud-est de Tarija. Sa population s'élevait à 83 000 habitants en 2005.

## Géographie
La ville se trouve dans la zone géographique des Serranías (collines) et de la plaine du Chaco, à une altitude de 620 à 680 m.

## Histoire
Par le traité Quirno Costa-Vaca Guzmán du 10 mai 1889, entré en application le 10 mars 1893, l'Argentine et la Bolivie fixèrent la frontière au 22e parallèle. Mais au cours de la démarcation de la frontière, on s'aperçut que la localité bolivienne de Yacuiba se trouvait au sud du 22e degré de latitude sud et non pas au nord, comme les cartes de l'époque l'indiquaient. Aussi, le 28 janvier 1904, les deux pays signèrent une convention qui modifia le tracé de la frontière pour que Yacuiba reste bolivienne avec ses alentours. On créa une sorte de triangle au sud du 22e parallèle, à l'intérieur duquel se trouve Yacuiba. Le 23 mars 1899, la ville fut secouée par un violent tremblement de terre, qui fit trois morts et plusieurs blessés graves et eut un énorme impact psychologique, en raison de l'ignorance absolue de telles catastrophes naturelles.
Yacuiba est devenue une ville commerciale très active en profitant de sa situation de ville frontalière. De l'autre côté de cette frontière se trouvent les villes argentines de Profesor Salvador Mazza et de San José de Pocitos, avec lesquelles elle tend à former une seule agglomération.

## Population
| 1970  | 1976   | 1992   | 2001   | 2008    |
| ----- | ------ | ------ | ------ | ------- |
| 5 000 | 14 354 | 34 505 | 64 611 | 100 900 |

## Transports
Élément important supplémentaire de sa prospérité, elle est traversée par la voie de chemin de fer Santa Cruz de la Sierra – Argentine.
Yacuiba possède un aéroport (code AITA : BYC).

## Industrie du gaz naturel
En décembre 2006, on a procédé à l'inauguration de la construction d'une usine de traitement de gaz naturel, destinée à produire pour satisfaire les besoins du marché argentin. Il s'agit de l'entreprise binationale Petroandina Gas, formée conjointement par la Bolivie et le Venezuela, par le truchement de Yacimientos Petrolíferos Fiscales Bolivianos (YPFB) et Petróleos de Venezuela (PDVSA). Au total, grâce à cette usine et à une autre située à Río Grande dans le département de Santa Cruz, Petroandina Gas pourra traiter, d'ici 2009, quotidiennement 19,25 millions de mètres cubes de gaz, ce qui représente la quantité quotidienne de plus ou moins 100 000 barils de pétrole brut (soit l'équivalent de 5 millions de tonnes ou 36,5 millions de barils annuellement).
Si ces prévisions se confirment, il s'agit de quantités vraiment importantes d'hydrocarbures.
L'investissement prévu pour les deux usines ne serait que de 170 millions de dollars américains.
- source : (es) Prensa Mercosur